# Zweite Stimme
Als zweite Stimme wird in der Musik meistens eine Singstimme verstanden, welche die melodieführende (erste) Stimme begleitet.
Viele sangesfreudige Menschen haben die Fähigkeit, bei Liedern spontan eine zweite Stimme dazu zu singen. Die einfachste Form dieser Improvisation ist das „Terzeln“ – eine Singstimme, die größtenteils um eine Terz über oder unter der Melodie verläuft. Arrey Dommer beschrieb diese Begabung folgendermaßen: …man kann einfache Leute, welche gutes Gehör, aber von der Musik überhaupt keine nähere Kenntnis haben, beim Gesange von Volksliedern, Chorälen und dergl. wohl eine derartige zweite Stimme (wenn auch ohne Ligaturen und Imitationen) extemporieren hören. Um den Satzgesang variantenreicher zu gestalten, kann dabei die Terz zum Beispiel mit der Sexte oder dem Basso continuo kombiniert werden.
Viele Lieder sind schon zwei- oder mehrstimmig gesetzt, d. h. der Komponist oder die Herausgeber eines Liederbuches haben der Melodieführung einen Satz oder ein Arrangement hinzugefügt.
Auch bei manchen Instrumentalwerken spricht man von zweiter Stimme – etwa beim Kontrapunkt oder vereinzelt bei der zweiten Geige.